# Roberto Malo
Roberto Malo  (Zaragoza, 1970) es un escritor español dedicado al cuento y al género de terror y la novela.

## Biografía
Ha publicado varios relatos en revistas, periódicos y antologías. Es miembro fundador de la Asociación Española de Escritores de Terror (Nocte) y de la Asociación Aragonesa de Escritores y de la Asociación Aragonesa de Amigos del Libro. Ha ganado el Premio Ignotus y el Premio Nocte, ambos en la categoría de relato.